# خدمات اجتماعی حزب‌الله
حزب‌الله لبنان، برنامه‌های توسعه اجتماعی را در میان جمعیت شیعیان لبنان که از نظر تاریخی، یکی از فقیرترین و نادیده‌گرفته‌شده‌ترین جوامع در لبنان بوده، سازماندهی کرده است. در گذشته، شیعیان به همان منابع و زیرساخت‌هایی که سایر گروه‌های مذهبی مانند سنی‌ها، دروزی‌ها و مسیحیان داشتند، دسترسی نداشتند. خدمات اجتماعی نقش محوری در برنامه‌های این حزب دارند و ارتباط نزدیکی با کارکردهای نظامی و سیاسی-مذهبی آن دارند. اندیشکده آمریکایی شورای روابط خارجی اظهار کرده است که حزب‌الله «یکی از ارائه‌دهندگان اصلی خدمات اجتماعی است و مدارس، بیمارستان‌ها و خدمات کشاورزی را برای هزاران شیعه لبنانی اداره می‌کند.» گستردگی این خدمات به حزب‌الله کمک کرده است تا به شکلی عمیق در جامعه لبنان ریشه بدواند و همچنین به ادغام آن در صحنه سیاسی لبنان کمک کرده است. وزارت خزانه‌داری آمریکا گفته است که حزب‌الله از قرض‌الحسنه به عنوان پوششی برای مدیریت «فعالیت‌های مالی و دسترسی به سیستم مالی بین‌المللی» استفاده می‌کند. وزارت خزانه‌داری در بیانیه‌ای گفت «در حالی که AQAH ادعا می‌کند به مردم لبنان خدمت می‌کند، در عمل به‌طور غیرقانونی وجوه را از طریق حساب‌های پوسته و تسهیل‌کننده‌ها منتقل می‌کند و موسسات مالی لبنان را در معرض تحریم‌های احتمالی قرار می‌دهد.»

## جمعیت قرض‌الحسن
این سازمان در سال ۱۹۸۲ تأسیس شد. هدف اصلی این مؤسسه در آن زمان حمایت از جامعه شیعیان لبنان بود که تحت تأثیر سختی‌های جنگ داخلی لبنان قرار داشتند. این سازمان به‌طور رسمی در سال ۱۹۸۷ به عنوان یک انجمن اجتماعی ثبت شد. تمام خدمات آن بر اساس اصول مالی اسلامی ارائه می‌شود. نقش اصلی آن ارائه وام‌هایی است که معمولاً با وثیقه طلا تضمین می‌شوند و به افرادی اختصاص دارد که به دلیل بحران نقدینگی مداوم لبنان و فروپاشی بخش بانکی این کشور در سال ۲۰۱۹، به خدمات بانکی سنتی دسترسی ندارند. از زمان تأسیس این سازمان، بیش از نهصد هزار نفر از خدمات آن استفاده کرده‌اند و مجموع وام‌های ارائه‌شده از ۴ میلیارد دلار فراتر رفته است.

## جهاد البناء
حزب‌الله لبنان در سال ۱۹۸۵ برای بازسازی خانه‌های آسیب‌دیده طی جنگ، مؤسسه جهاد البناء را راه‌اندازی کرد. از طریق این نهاد، حزب‌الله تا سال ۱۹۹۳ حدود ۱۲۰۰ واحد مسکونی را بازسازی کرد و پیش از سال ۲۰۰۶ نیز ۱۶ هزار واحد دیگر را مرمت نمود.